# Ghoraghat
Ghoraghat är ett underdistrikt i Bangladesh. Det ligger i den nordvästra delen av landet, 210 km nordväst om huvudstaden Dhaka.
Trakten runt Ghoraghat består till största delen av jordbruksmark. Runt Ghoraghat är det tätbefolkat, med 881 invånare per kvadratkilometer.